# Dél-Karolinában történt légi közlekedési balesetek listája
A Dél-Karolinában történt légi közlekedési balesetek listája az Amerikai Egyesült Államok Dél-Karolina államában történt halálos áldozattal járó, illetve a kisebb balesetek, meghibásodások miatt történt, gyakran csak az adott légiforgalmi járművet érintő baleseteket is tartalmazza évenkénti bontásban.

## Dél-Karolina államban történt légi közlekedési balesetek

### 2018
- 2018. szeptember 28. 11:45 körül (helyi idő szerint), Beaufort, Gray Hill közösség közelében. Az Amerikai Egyesült Államok Légierejének egyik F-35B típusú vadászgépe lezuhant. A gép pilótája katapultált és túlélte a balesetet.[1][2]